# Manuel González Hinojosa
Manuel González Hinojosa (San Luis Potosí, San Luis Potosí; 28 de enero de 1912 - Distrito Federal, 2 de febrero de 2006) fue un abogado y político mexicano miembro del Partido Acción Nacional que llegó a presidir en dos ocasiones.
Manuel González Hinojosa se recibió como abogado en la Universidad Autónoma de San Luis Potosí, iniciando su actividad profesional, que desempeñaría durante el resto de su vida. Se inició en la política en 1939 como miembro fundador del PAN y primer líder estatal en San Luis Potosí, fue candidato a diputado federal en tres ocasiones consecutivas y una a senador, finalmente fue elegido Diputado para el periodo 1967 - 1970 durante el cual fue Coordinador de la Bancada del PAN.
En 1969 fue elegido Presidente Nacional del PAN y hasta 1972, en 1973 fue elegido nuevamente diputado federal y en 1975 fue elegido por segunda Presidente Nacional del PAN, tras la renuncia de Efraín González Morfín en uno de los más graves periodos de división interna que sufrió su partido político, su candidatura se consideró como unificadora, y durante su periodo logró reducir las tensiones internas del partido.